# Non-Fiction
"Non-Fiction" é o sexto álbum de estúdio do cantor de R&B estadunidense Ne-Yo. O álbum tem lançamento previsto para 27 de janeiro de 2015, pela editora discográfica Motown Records. O álbum rendeu quatro singles, "Money Can't Buy", "She Knows", "Coming with You" e "Time of Our Lives" que também fez parte do álbum Globalization do rapper Pitbull.

## Singles
"Money Can't Buy" foi lançado como primeiro single do álbum em 29 de maio de 2014. a canção tem a participação do rapper estadunidense Young Jeezy. O single alcançou a decima sétima posição na Billboard Bubbling Under Hot 100 Singles, e a quadragésima primeira na Hot R&B/Hip-Hop Songs.
"She Knows" foi lançado no dia 16 de setembro de 2014 com segundo single do disco, e conta com  participação do rapper estadunidense Juicy J. A faixa estreou na sexagésima posição na Billboard Hot 100, e na decima oitava colocação na Billboard Hot R&B/Hip-Hop Songs.
"Time of Our Lives" é o segundo single do álbum, foi lançado em dueto com o rapper Pitbull. O single chegou a decima terceira posição no Hot 100 da Billboard, e na sétima posição na Hot Rap Songs, entre outras paradas do país.
"Who's Taking You Home" foi lançado como quarto single em 13 de Janeiro de 2015.
"Coming with You" foi disponibilizado para pré-encomenda no iTunes Store no dia 5 de janeiro de 2015. Ele será lançado como o quinto single do álbum em 30 de janeiro de 2015.

### Singles promocionais
"Religious" foi lançado no iTunes americano em  15 de Dezembro de 2014 como primeiro single promocional do álbum.
"One More" foi lançada como segundo single promocional do disco em 20 de Janeiro de 2014, tendo a participação do rapper T.I..[carece de fontes?]

## Recepção
| Críticas profissionais | Críticas profissionais |
| Avaliações da crítica  | Avaliações da crítica  |
| Fonte                  | Avaliação              |
| ---------------------- | ---------------------- |
| Allmusic               | [ 10 ]                 |
| Complex                | [ 11 ]                 |
| Exclaim!               | 7/10                   |
| Pitchfork Media        | 6.4/10                 |
| Rolling Stone          | [ 14 ]                 |
| Slant Magazine         | [ 15 ]                 |

O álbum recebeu críticas positivas dos críticos da musica.[carece de fontes?]

## Faixas
| Non-Fiction — versão padrão no Estados Unidos |                                         |         |  |
| N.º                                           | Título                                  | Duração |  |
| 1.                                            | "Run" (com Schoolboy Q)                 | 3:07    |  |
| 2.                                            | "Integrity" (com Charisse Mills)        | 3:54    |  |
| 3.                                            | "One More" (com T.I.)                   | 4:18    |  |
| 4.                                            | "Who's Taking You Home"                 | 3:49    |  |
| 5.                                            | "Time of Our Lives" (dueto com Pitbull) | 3:49    |  |
| 6.                                            | "Coming with You"                       | 4:20    |  |
| 7.                                            | "Good Morning"                          | 3:19    |  |
| 8.                                            | "Make It Easy"                          | 3:37    |  |
| 9.                                            | "Money Can't Buy" (com Young Jeezy)     | 4:22    |  |
| 10.                                           | "Religious"                             | 3:49    |  |
| 11.                                           | "She Knows" (com Juicy J)               | 3:34    |  |
| 12.                                           | "She Said I'm Hood Tho"                 | 4:05    |  |
| 13.                                           | "Story Time"                            | 3:15    |  |
| 14.                                           | "Congratulations"                       | 4:32    |  |

| Non-Fiction — versão deluxo no Estados Unidos |        |         |  |
| N.º                                           | Título | Duração |  |

## Desempenho nas paradas
| Paradas(2015)                           | Melhor posição |
| --------------------------------------- | -------------- |
| Austrália (ARIA)                        | 25             |
| Estados Unidos (Billboard 200)          | 5              |
| Estados Unidos (Billboard R&B Albums)   | 1              |
| Estados Unidos (Top R&B/Hip Hop Albums) | 1              |
| Irlanda (IRMA)                          | 78             |
| Nova Zelândia (Recorded Music NZ)       | 29             |
| Países Baixos (Dutch Charts)            | 44             |